# Фалафел
Фалафелът (на арабски: فلافل) е пържено топче или кюфте, направено от нахут и/или бакла. Нахутът се накисва предварително, след като омекне, се мели на месомелачна машина заедно с лук и чесън, смесва се с нахутено брашно, вода и сода. Обикновено фалафелът се сервира в табун, наричан още лафа или арабска питка в съчетание с хумус и салата табули. За родина на фалафела се приема Египет.